# Tá Vendo Aquela Lua (canção)
"Tá Vendo Aquela Lua" é o primeiro single do grupo de pagode paulista Exaltasamba, extraído do álbum ao vivo que celebra seus 25 anos de existência. A canção foi lançada em 12 de agosto de 2010 nas rádios, e foi composta por Thiaguinho e Pezinho. esta música fez sucesso em todas as rádios do Brasil e chegou a ter 20 milhões de acessos no Youtube

## Desempenho
A canção estreou na Brasil Hot 100 ocupando a 65ª posição, enquanto na Hot Popular atingia a 35ª colocação. Em setembro de 2010, a canção chega no topo de ambas paradas. A canção ainda pontou nas paradas regionais, sendo que em Recife ficou em 2º, 1º em Campinas, 3º no Rio de Janeiro, 8º em São Paulo e 4º em Porto Alegre. Em outubro e novembro, a canção caiu para a segunda colocação na Hot 100 e Popular Songs. Enquanto subia em Recife, ocupando, então, a primeira posição, Rio de Janeiro, 2º lugar, São Paulo, 7º, permanecia em 1º em Campinas, caiu em Porto Alegre (5º), e pontuou em Curitiba, na 10º colocação.

### Posições
| Paradas (2011)                 | Melhor posição |
| ------------------------------ | -------------- |
| BR Billboard Hot 100 Airplay   | 1              |
| BR Billboard Popular Hot Songs | 1              |